# Adonis Ratoavinirina
Ratoavinirina Vonamikajy Daniel Adonis est un pianiste de jazz malgache né le 2 avril 1992 à Maintirano. Il mêle au jazz des éléments de blues et de musiques classiques malgache.

## Biographie

### Enfance et formation musicale
Adonis Ratoavinirina recevait dès l'âge de 5 ans une formation musicale un peu spéciale basée sur litorjia malagasy par son père qui était claviste à l'église.

### Entrée dans le jazz
À 15 ans,il avait déjà presque terminé tous les Tiona Malgache et reçut des leçons de blues par son oncle Damien Mihaja, qui était aussi passionné des musiques classiques.

## Carrière
En 2010, il obtient son premier certificat au Centre de formation de musique et d'arts de Madagascar (CFMAM) à l'âge de 15 ans, puis, en 2014, il a obtenu le titre lors du concert organisé par Madajazzcar au Cercle Germano-Malgache ou CGM d'Antananarivo en présentant le Canon de Pachelbel.

## Discographie

### Jazz
- 2009 : Social fusion, Social Group Production, avec Mokhtar Samba

### Enregistrements publics
- 2010 : March
- 2010 : Vorombola (avec Haja Rabe)

### Word music
- 2015 : Covert (Canon de Pachelbel)